# ماسانوري سودزكي
ماسانوري سودْزُكي (باليابانية: 鈴木 将方) (15 سبتمبر 1968 في طوكيو في اليابان – )؛ هو لاعب كرة قدم ياباني سابق كان يلعب كلاعب وسط.

## وصلات خارجية
- ماسانوري سودزكي على موقع رابطة كرة القدم اليابانية للمحترفين (اليابانية)
- ماسانوري سودزكي على موقع عالم كرة القدم.نت (الإنجليزية)